# BGL Luxembourg Open 2018
BGL Luxembourg Open 2018 byl tenisový turnaj pořádaný jako součást ženského okruhu WTA Tour, který se odehrával na krytých dvorcích s tvrdým povrchem DecoTurf on Wood komplexu Kockelscheuer Sport Centre. Probíhal mezi 15. až 20. říjnem 2018 v lucemburském hlavní městě Lucemburku jako dvacátý osmý ročník turnaje.
Turnaj s rozpočtem 250 000 dolarů patřil do kategorie WTA International Tournaments. Nejvýše nasazenou hráčkou ve dvouhře se stala světová devítka Julia Görgesová z Německa. Jako poslední přímá účastnice do dvouhry nastoupila švýcarská 106. hráčka žebříčku Viktorija Golubicová.
Šestou singlovou trofej na okruhu WTA Tour vybojovala 29letá Němka Julia Görgesová. První deblové tituly na túře WTA získaly členky belgického páru Greet Minnenová a Alison Van Uytvancková.

## Distribuce bodů a finančních odměn

### Distribuce bodů
| Soutěž  | vítězky | finalistky | semifinalistky | čtvrtfinalistky | 16 v kole | 32 v kole | Q  | Q3 | Q2 | Q1 |
| ------- | ------- | ---------- | -------------- | --------------- | --------- | --------- | -- | -- | -- | -- |
| dvouhra | 280     | 180        | 110            | 60              | 30        | 1         | 18 | 14 | 10 | 1  |
| čtyřhra | 280     | 180        | 110            | 60              | 1         | —         | —  | —  | —  | —  |

### Finanční odměny
| Soutěž                              | vítězky  | finalistky | semifinalistky | čtvrtfinalistky | 16 v kole | 32 v kole | Q3    | Q2    | Q1    |
| ----------------------------------- | -------- | ---------- | -------------- | --------------- | --------- | --------- | ----- | ----- | ----- |
| dvouhra                             | 34 667 € | 17 258 €   | 9 113 €        | 4 758 €         | 2 669 €   | 1 552 €   | 810 € | 589 € | 427 € |
| čtyřhra                             | 9 919 €  | 5 161 €    | 2 770 €        | 1 468 €         | 774 €     | —         | —     | —     | —     |
| částka ve čtyřhře je uvedena na pár |          |            |                |                 |           |           |       |       |       |

## Ženská dvouhra

### Nasazení
| Stát                         | Hráčka                 | WTA | Nasazení |
| ---------------------------- | ---------------------- | --- | -------- |
| Německo                      | Julia Görgesová        | 9.  | 1.       |
| Španělsko                    | Garbiñe Muguruzaová    | 13. | 2.       |
| Španělsko                    | Carla Suárez Navarrová | 23. | 3.       |
| Itálie                       | Camila Giorgiová       | 32. | 4.       |
| Česko                        | Kateřina Siniaková     | 33. | 5.       |
| Chorvatsko                   | Donna Vekićová         | 37. | 6.       |
| Řecko                        | Maria Sakkariová       | 42. | 7.       |
| Francie                      | Pauline Parmentierová  | 49. | 8.       |
| Belgie                       | Kirsten Flipkensová    | 51. | 9.       |
| Žebříček WTA k 8. říjnu 2018 |                        |     |          |

### Jiné formy účasti
Následující hráčky obdržely divokou kartu do hlavní soutěže:
- Fiona Ferrová
- Mandy Minellaová
- Garbiñe Muguruzaová

Následující hráčka nastoupila do hlavní soutěže pod žebříčkovou ochranou:
- Margarita Gasparjanová

Následující hráčka obdržela do hlavní soutěže zvláštní výjimku:
- Dajana Jastremská

Následující hráčky si zajistily postup do hlavní soutěže v kvalifikaci:raw:
- Belinda Bencicová
- Eugenie Bouchardová
- Arantxa Rusová
- Kristýna Plíšková

Následující hráčka postoupila z kvalifikace jako tzv. šťastná poražená:
- Varvara Lepčenková

### Odhlášení
před zahájením turnaje
- Viktoria Azarenková → nahradila ji  Kateryna Kozlovová
- Sorana Cîrsteaová → nahradila ji  Dalila Jakupovićová
- Camila Giorgiová → nahradila ji  Varvara Lepčenková
- Polona Hercogová → nahradila ji  Carina Witthöftová
- Rebecca Petersonová → nahradila ji  Andrea Petkovicová
- Mónica Puigová → nahradila ji  Anna Blinkovová
- Venus Williamsová → nahradila ji  Anna Karolína Schmiedlová
- Tamara Zidanšeková → nahradila ji  Johanna Larssonová

### Skrečování
- Andrea Petkovicová

## Ženská čtyřhra

### Nasazení
| Stát                                                                      | Hráčka              | Stát      | Hráčka                | WTA  | Nasazení |
| ------------------------------------------------------------------------- | ------------------- | --------- | --------------------- | ---- | -------- |
| Ukrajina                                                                  | Ljudmyla Kičenoková | Slovinsko | Katarina Srebotniková | 59.  | 1.       |
| Belgie                                                                    | Kirsten Flipkensová | Švédsko   | Johanna Larssonová    | 68.  | 2.       |
| Rumunsko                                                                  | Irina Baraová       | Švýcarsko | Xenia Knollová        | 146. | 3.       |
| Slovinsko                                                                 | Dalila Jakupovićová | Česko     | Renata Voráčová       | 147. | 4.       |
| Žebříček WTA k 8. říjnu 2018; číslo je součtem umístění obou členek páru. |                     |           |                       |      |          |

### Jiné formy účasti
Následující páry obdržely do čtyřhry divokou kartu:
- Greet Minnenová /  Alison Van Uytvancková
- Raluca Șerbanová /  Isabella Šinikovová

## Přehled finále

### Ženská dvouhra
- Julia Görgesová vs.  Belinda Bencicová, 6–4, 7–5

### Ženská čtyřhra
- Greet Minnenová /  Alison Van Uytvancková vs.  Věra Lapková /  Mandy Minellaová, 7–6(7–3), 6–2